# Astipalea
|  | Per l'heroi epònim de l'illa, vegeu «Astipalea (filla de Fènix)». |

Astipalea (en grec: Ἀστυπάλαια) és una illa grega del grup del Dodecanès. Té una població d'uns 1.300 habitants i una superfície de 96 km², i conforma un municipi propi juntament amb la resta d'illes i illots (deshabitats) que l'envolten.
L'illa està formada per dues grans masses rocoses, de 460 i 350 metres d'altitud, unides per un estret istme a la part central. Al nord i al sud la mar entra a tocar l'istme, i forma dues grans badies. Al sud hi ha la capital, única població de l'illa, amb el seu port, que connecta amb les illes veïnes.

## Nom
El nom d'Astipalea (en grec: Ἀστυπάλαια) significa 'ciutat antiga', i ja és el nom que rebia l'illa a l'antiguitat. A l'edat mitjana, el nom es deformà en Astropalià (en grec: Αστροπαλιά), però amb la creació de l'estat grec el segle xix es restituí la forma original. També fou conegut amb el nom d'Estampàlia (en italià: Stampalia; en turc: İstanbulya), que prové del sintagma εἰς τὴν πόλιν, (i)stimpolin ('cap a la ciutat'), en un procés semblant al nom d'Istambul.
Estèfan de Bizanci dona tres noms alternatius per l'illa, vinculats cadascun a un mite o llegenda que ens és desconegut: primer Pirra (Πύρρα), quan els caris posseïen l'illa; més tard la Taula dels Déus (Θεῶν τράπεζα), i a continuació Pilea (Πύλαια, derivat de πύλη 'porta'), tal vegada relacionat amb Hermes Pileu.

## Història

### Antiguitat
Segons el mite, l'illa va prendre el nom d'Astipalea, filla de Fènix i Perimede, que era una germana d'Europa i va ser mare, amb Posidó com a pare, de l'argonauta Anceu i d'Eurípil, rei de Cos. Ovidi diu que va restar subjecta al rei Minos de Creta.
A l'antiguitat, Astipalea constituí una polis, el centre urbà de la qual se situava sota la capital actual. Segons els Iambes al Rei Nicomedes, havia estat una colònia de Mègara, però en una inscripció trobada a Epidaure es diu que la seva metròpolis era Epidaure. En qualsevol cas, els habitants d'Astipalea eren de raça dòrica. Hegesandre explica que al seu temps (segle ii aC) van portar un parell de llebres a l'illa, i que es van reproduir tant que esdevengueren una plaga fins al punt que els seus habitants van anar a consultar l'Oracle de Delfos. Els va aconsellar que les cacessin amb gossos, i en un any en van caçar més de 6.000. Plini el Vell diu que els musclos de l'illa eren molt apreciats.
L'any 105 aC Roma va signar una aliança amb Astipalea, segurament per causa dels seus bons ports i la seva posició central entre les illes de la mar Egea. Durant l'Imperi fou una ciutat lliure, segons notícia de Plini el Vell.

### Modernitat
L'any 1207 fou cedida a la República de Venècia per l'Emperador llatí i donada en feu a la família Querini. La branca que va governar l'illa era coneguda com els Querini d'Estampàlia. El 1522 els otomans van ocupar Rodes, i uns anys després (1537) van ocupar l'illa d'Astipalea. Del 1646 al 1668, durant la guerra de Creta o Càndia, l'illa va tornar a estar sota influència veneciana, però al final va romandre en mans dels otomans.
Segons William Smith (segle xix), Astipalea tenia uns 1.300 habitants i 250 cases i una superfície de 95 km². La capital tenia moltes d'esglésies i capelles, de vegades fins i tot sis de seguides, construïdes moltes vegades amb les ruïnes d'antics temples que conserven nombroses inscripcions. Dels temples antics en restaven columnes i altres restes.
El 1912 va ser cedida a Itàlia i va formar el territori del Dodecanès. El 1947, després de la Segona Guerra Mundial, va ser transferida a Grècia junt amb la resta de les illes del grup.